# باشگاه فرهنگی ورزشی نامی‌نو اصفهان

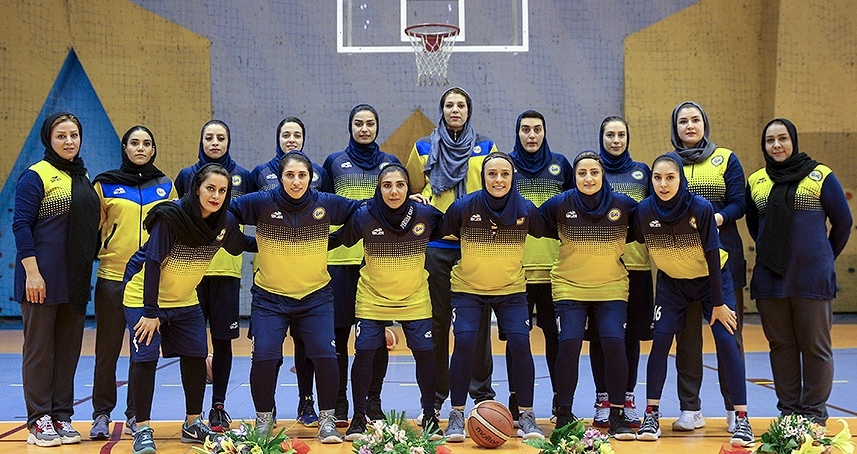
تیم بسکتبال نامی نو نایب قهرمان لیگ هفدهم، قبل از دیدار فینال مقابل دانشگاه آزاد.

باشگاه فرهنگی ورزشی نامی نو اصفهان یک باشگاه فرهنگی-ورزشی ایرانی است. این باشگاه در سال ۱۳۹۵ با حمایت گروه صنایع غذایی نامی نو در اصفهان آغاز به کار کرد. این باشگاه تیم‌های ورزشی مردان و زنان و در ورزش‌های والیبال، فوتبال، فوتسال، بسکتبال، تنیس روی میز و اسکواش را در مسابقات باشگاهی کشوری دارد.

## دست‌آوردها
لیگ برتر والیبال زنان ایران
- سومی: لیگ ۱۳۹۷[۱][۲][۳][۴][۵]

لیگ برتر فوتسال زنان ایران
- قهرمانی: لیگ ۱۳۹۷[۶]

سوپر لیگ بسکتبال زنان ایران
- نایب قهرمانی: لیگ ۱۳۹۷[۱][۷]

لیگ برتر تنیس روی میز زنان ایران
- قهرمانی: لیگ ۱۳۹۶[۸]
- نایب قهرمانی: لیگ ۱۳۹۷[۹]